# 宮夢仁
宮夢仁（1632年—1713年），字宗袞，号定山，直隸泰州（今江蘇）人，祖籍直隸靜海（今天津市靜海區），清朝官員。

## 生平
宮夢仁於康熙己酉年（1669年）中顺天举人，康熙九年（1670年）庚戌科會元，康熙十二年（1673年）補殿試，高中二甲第五名，賜進士出身，選翰林院庶吉士，散館改监察御史。三十六年（1697年）任福建巡抚。康熙三十七年（1698）十一月，因“居官劣，著解任。”康熙三十八年（1699）冬，重新起用，参与分修高梁涧、龙门坝、高家堰等工程。

## 著作
著有《讀書計數略》五十二卷、《齐鲁诗》。

## 身后
乾隆四十五年（1780），乾隆南巡，梦仁侄孙宫焕文赴扬州请求为宫梦仁立传以“彰显其德”。

## 家族
洪武十三年（1380）始祖宫智达迁居泰州。父宫偉鏐，明末永王朱慈炤讲官。